# チャーンド・カウル
チャーンド・カウル（Chand Kaur, 1802年 - 1842年6月11日）は、北インドのパンジャーブ地方、シク王国の摂政（在位：1840年 - 1841年）。

## 生涯
1812年、のちにシク王国の君主となるカラク・シングの妃となり、1821年3月9日に息子のナウ・ニハール・シングを生んだ。
1840年11月6日、シク王国の君主であった息子のナウ・ニハール・シングが死亡した際、その未亡人サーヒブ・カウルが妊娠していたことで、ランジート・シングの息子シェール・シングを推す声を退け、12月2日にはその摂政として王国を統治することを宣した。
1841年1月13日、シェール・シングが歩兵25,000、騎兵8,000、大砲45門でラホールを包囲し、チャーンド・カウルは5000の兵とともに籠城を余儀なくされた。結局、1月18日に両者の間で停戦が取り決められ、シェール・シングが王となり、チャーンド・カウルは9万ルピーの年金とともに宮殿で年金生活者となった。
同年7月にサーヒブ・カウルがナウ・ニハール・シングの息子を出産したが、死産であったため、チャーンド・カウルはその正当性を失うこととなった。
1842年6月11日 、チャーンド・カウルはシェール・シングの支持者によって、木製の鉾で頭を砕かれて暗殺された。

## 出典・脚注

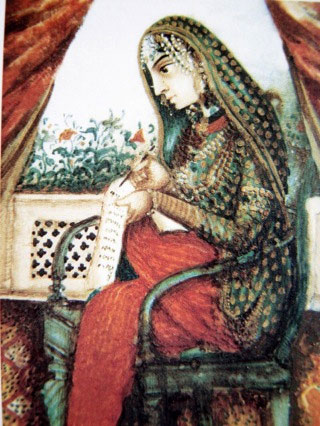
チャーンド・カウル